# Єльцин Техеда
Єльцин Техеда (ісп. Yeltsin Tejeda; нар. 17 березня 1992, Лимон) — костариканський футболіст, півзахисник клубу «Ередіано» та національної збірної Коста-Рики. Названий на честь першого Президента Російської Федерації Бориса Єльцина.

## Клубна кар'єра
У віці 15 років Єльцин покинув батьківський дім у Лимоні і відправився в столицю країни Сан-Хосе для занять футболом на більш високому рівні. Професійну кар'єру він почав в клубі «Сапрісса», його дебют відбувся 25 серпня 2011 року в матчі проти клубу «Муниципаль Перес». З тих пір він став постійно включатися до складу «Саприсси» і став одним з її ключових футболістів. У сезоні 2013/14 був визнаний найкращим гравцем турніру.
22 серпня 2014 року було оголошено, що Техеда перейшов у французький «Евіан», підписавши 4-річний контракт. Перший гол за «Евіан» забив 19 вересня 2014 року в матчі проти «Бордо». За результатами першого сезону, у якому костариканець зіграв у 27 матчах чемпіонату, клуб вилетів з Ліги 1, а у наступному сезоні клуб вилетів і з другого за рівнем дивізіону країни, після чого Єльцин покинув клуб.
Влітку 2016 року став гравцем «Лозанни», але і з цією командою за підсумками сезону 2017/18 вилетів з вищого дивізіону. Станом на 26 травня 2018 року відіграв за швейцарську команду 6 матчів в національному чемпіонаті.

## Виступи за збірну
У 2009 році Борхес у складі юнацької збірної Коста-Рики U-17 був учасником юнацького чемпіонату Північної Америки та юнацького чемпіонату світу в Нігерії.
2011 року зі збірною до 20 років взяв участь у молодіжному чемпіонаті КОНКАКАФ та молодіжному чемпіонаті світу у Колумбії. Всього на молодіжному рівні зіграв у 13 офіційних матчах.
11 грудня 2011 року дебютував в офіційних матчах у складі національної збірної Коста-Рики в товариській грі з Кубою (1:1) в Гавані. Наразі провів у формі головної команди країни 48 матчів.
У січні 2013 року він виграв Кубок Центральної Америки і у тому ж році поїхав на Золотий кубок КОНКАКАФ 2013 року у США.
У травні 2014 року був включений до заявки збірної для участі у фінальній частині чемпіонату світу 2014 року у Бразилії, де зіграв п'ять ігор і дійшов з командою до чвертьфіналу змагань.
Згодом зіграв на ювілейному розіграші розіграшу Кубка Америки 2016 року у США, приуроченому до 100-річчя турніру, а через два роки поїхав на другий поспіль для себе чемпіонат світу 2018 року у Росії.

## Титули і досягнення
- Переможець Центральноамериканського кубка: 2013